# Ioan Lloyd
Pour les articles homonymes, voir Lloyd.

a Compétitions nationales et continentales officielles uniquement.

b Matchs officiels uniquement.
Dernière mise à jour le 4 août 2025.
Ioan Lloyd, né le 5 avril 2001 à Cardiff (pays de Galles), est un joueur international gallois de rugby à XV polyvalent évoluant aux postes d'arrière, de demi d'ouverture, d'ailier et de centre.

## Biographie

### Jeunesse et formation
Ioan Lloyd commence la pratique du rugby à XV au club du St. Peters RFC (en), ensuite il fréquente l'Ysgol Gyfun Gymraeg Glantaf (en), un établissement scolaire où le rugby occupe une place importante. Il étudie et joue au rugby à la Cardiff Schools avant de rejoindre les Cardiff Blues. Puis, il rejoint l'Angleterre pour étudier au Clifton College de Bristol et est rapidement recruté par les Bristol Bears qui lui font signer un contrat de quatre ans.
Il représente l'équipe du pays de Galles des moins de 18 ans lors du Six Nations Festival 2019.
Son frère cadet, Jac, joue aussi au rugby au poste de demi d'ouverture, il rejoint l'Academy (centre de formation) des Bristol Bears en 2021.

### Début de carrière professionnelle précoce chez les Bristol Bears (2018-2023)
Ioan Lloyd joue son premier match avec les Bristol Bears en 2018, à l'âge de dix-sept ans, lors d'une rencontre de Coupe d'Angleterre contre les Northampton Saints.
La saison 2019-2020 est celle qui le révèle, il joue son premier match en Premiership contre Bath Rugby et marque un essai, il est par la même occasion le plus jeune joueur de Bristol à évoluer en Premiership avec ses dix-huit ans. Pendant la saison, l'équipe du pays de Galles des moins de 20 ans le sélectionne pour disputer le Tournoi des Six Nations 2020, compétition dans laquelle il prend part à deux rencontres en tant que titulaire au poste d'arrière. Il prend part à vingt-deux matchs toutes compétitions confondues pour quatre titularisations.
À la suite de ses bonnes performances avec Bristol, en début de saison 2020-2021, il est sélectionné par Wayne Pivac avec le pays de Galles, à l'âge de dix-neuf ans, pour disputer la Coupe d'automne des nations en 2020,. Il fait ses débuts contre la Géorgie, rentrant en deuxième période, lors d'une victoire 18 à 0. Par la suite, il continue de réaliser des performances de qualité avec son club cette saison-là, ce qui lui vaut de remporter la récompense de meilleur jeune joueur de Premiership.
Durant l'été 2021, il est rappelé en sélection nationale pour les test matchs estivaux, cependant il ne prend part à aucune rencontre.
À partir de la saison 2022-2023, Lloyd et son entraîneur, Pat Lam, pensent à le fixer au poste de premier centre sur le long terme et éventuellement à l'ouverture également. En février, il inscrit le premier triplé de sa carrière, en Coupe d'Angleterre face aux Sale Sharks. Durant la mi-avril, il est annoncé qu'il rejoint les Scarlets, et fait donc son retour au pays de Galles, à partir de la saison suivante.

### Retour au pays de Galles, chez les Scarlets, et deuxième convocation en sélection (depuis 2023)
En octobre 2023, il fait ses débuts avec les Scarlets lorsqu'il est titularisé au poste de demi d'ouverture pour la première journée du United Rugby Championship (URC) face aux Bulls à l'extérieur. Il inscrit un total de six points au pied, trois transformations, mais son équipe subit une lourde défaite 63 à 21. Il profite notamment du forfait de Sam Costelow pour enchaîner les titularisations à ce poste et délivre de bonnes performances lors de la troisième et la quatrième journée du championnat, il confie alors vouloir se fixer à ce poste de demi d'ouverture et veut retrouver la sélection galloise. Pour le compte de la septième journée, il réalise une nouvelle bonne performance et est désigné homme du match après le succès des siens sur la pelouse de Cardiff Rugby, il reçoit les éloges de son entraîneur Dwayne Peel. Par la suite, il continue d'enchaîner les rencontres, même avec le retour de blessure de Costelow, Lloyd est alors déplacé à l'arrière. En janvier 2024, il est finalement sélectionné pour le Tournoi des Six Nations. Pour la première rencontre, il est nommé sur le banc mais fait son entrée en jeu plus tôt que prévu à la suite de la sortie prématurée de son coéquipier Sam Costelow sur blessure en fin de première mi-temps,. De ce fait, il est titularisé pour la première fois en sélection nationale pour la seconde rencontre, au poste de demi d'ouverture. Dès la journée suivante, il retrouve le banc à la suite du retour de Costelow et pour le reste de la compétition,. Sa sélection termine le Tournoi à la dernière place sans avoir remporté un match et récolte la Cuillère de bois. Pour sa première saison aux Scarlets, il dispute dix-sept matchs en étant titulaire à quinze reprises et inscrit quatre-vingt-onze points au pied. À l'issue de la saison, il n'est pas retenu par Warren Gatland pour la tournée estivale, ce dernier jugeant Lloyd comme n'étant « pas assez physique » pour le poste de demi d'ouverture,.
Lors de la saison 2024-2025, il n'est à nouveau pas retenu par le pays de Galles. En mars 2025, il est annoncé qu'il quitte les Scarlets à l'issue de la saison pour rejoindre Cardiff Rugby. Pour sa dernière saison aux Scarlets, il obtient le prix de la Golden Boot pour avoir inscrit le plus de points au pied (126 points) durant la saison d'URC. Cette saison-là, toutes compétitions confondues, il dispute vingt-quatre matchs, dix-sept comme titulaire, et inscrit 151 points.

## Statistiques

### En équipe nationale
Au 4 août 2025, Ioan Lloyd compte 7 sélections avec le pays de Galles, dont 1 en tant que titulaire, il inscrit 12 points. Il obtient sa première sélection le 21 novembre 2020 à Llanelli contre la Géorgie.

## Palmarès
- Meilleur jeune joueur du Championnat d'Angleterre en 2021.